# Knodener Kopf

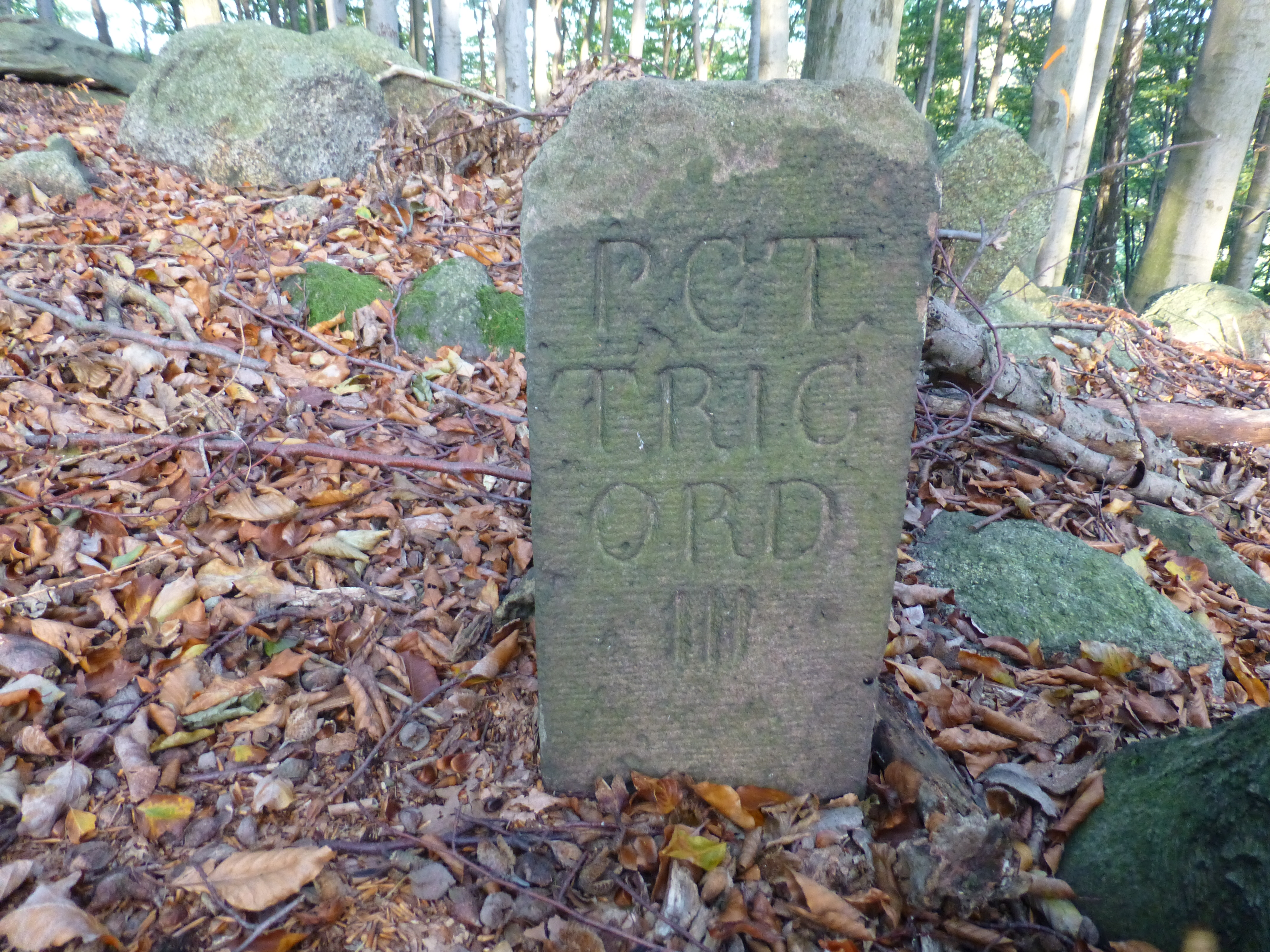
Historischer trigonometrischer Vermessungsstein auf dem Knodener Kopf

Der Knodener Kopf zwischen Knoden und Reichenbach im südhessischen Landkreis Bergstraße ist ein 511,2 m ü. NHN hoher und bewaldeter Berg im Odenwald.

## Geographie

### Lage
Der Knodener Kopf erhebt sich im Vorderen Odenwald im Naturpark Bergstraße-Odenwald in der Gemarkung Knoden der Gemeinde Lautertal. Sein Gipfel liegt 2,1 km südöstlich des im Tal der Lauter gelegenen Reichenbach, dem Kernort der Gemeinde Lautertal, zwischen deren Ortsteilen Breitenwiesen im Ostnordosten und Knoden im Südosten sowie dem Bensheimer Ortsteil Gronau im Südwesten. Knapp 1000 m östlich liegt der nächsthöhere Berg, der Knörschhügel (536 m). Auf der Nordostflanke des Knodener Kopfs entspringt der Reichenbach, der im Ortskern von Reichenbach in die Lauter mündet, die in ihrem weiteren Verlauf ab Bensheim Winkelbach genannt wird und bei Gernsheim in den Rhein mündet.

### Naturräumliche Zuordnung
Der Knodener Kopf gehört in der naturräumlichen Haupteinheitengruppe Odenwald, Spessart und Südrhön (Nr. 14) und in der Haupteinheit Vorderer Odenwald (145) zur Untereinheit Krehberg-Odenwald (145.5).

## Gipfelbereich
Auf dem Gipfel des Knodener Kopfs befindet sich ein trigonometrischer Punkt sowie wenige Meter südlich davon ein historischer trigonometrischer Vermessungsstein.

## Verkehr und Wandern
Aus dem Lautertal gelangt man von Gadernheim im Nordosten auf der Kreisstraße 55 (Krehbergstraße) vorbei an Breitenwiesen nach Knoden. Dort zweigt von dieser Straße die Knodener Kopfstraße, die entlang dem Bach an den Rehklingen führt, nach Westen ab. Im Dorf liegen der Wandererparkplatz Knoden sowie zwei Wanderheime des Odenwaldklubs.
Der Knodener Kopf liegt an drei Hauptwanderwegen des Odenwaldklubs:
- der 130 km lange Qualitätswanderweg HW 72 Nibelungensteig von Zwingenberg an der Bergstraße bis nach Freudenberg am Main,[3]
- der 84 km lange HW 13 von Ober-Ramstadt nach Wiesenbach und
- der 62 km lange HW 20 von Bensheim nach Miltenberg.[4]